# Eviota specca
Eviota specca, tên thông thường là tearful dwarfgoby, là một loài cá biển thuộc chi Eviota trong họ Cá bống trắng. Loài này được mô tả lần đầu tiên vào năm 2014.

## Từ nguyên
Theo ngôn ngữ của người Anglo-Saxon, từ specca trong danh pháp của E. specca có nghĩa là "lốm đốm", ám chỉ những chấm đốm chi chít trên khắp cơ thể của loài cá này.

## Phạm vi phân bố và môi trường sống
E. specca có phạm vi phân bố ở Tây Thái Bình Dương. Loài cá này chỉ được tìm thấy ở xung quanh đảo Iriomote-jima thuộc quần đảo Ryukyu (Nhật Bản).

## Mô tả
Chiều dài cơ thể tối đa được ghi nhận ở E. specca là 1,2 cm. Đầu và thân trong mờ, có màu trắng. Các vết sẫm màu trên đầu, gáy, vùng lưng của cơ thể và gốc vây ngực có màu vàng. Nhiều chấm vàng li ti phủ khắp đầu và thân, tập trung nhiều ở nửa thân trên.
Số gai ở vây lưng: 7; Số tia vây ở vây lưng: 8; Số gai ở vây hậu môn: 1; Số tia vây ở vây hậu môn: 8; Số tia vây ở vây ngực: 16.